# Schizophragma molle
Schizophragma molle är en hortensiaväxtart som först beskrevs av Alfred Rehder, och fick sitt nu gällande namn av Woon Young Chun. Schizophragma molle ingår i släktet Schizophragma och familjen hortensiaväxter. Inga underarter finns listade i Catalogue of Life.